# 케이.지.에프: 전설의 시작
케이.지.에프 : 전설의 시작(K.G.F: Chapter 1)은 인도에서 제작된 프라샨스 닐 감독의 2018년 액션 영화이다. 야쉬 등이 주연으로 출연하였고 비제이 카르간돌 등이 제작에 참여하였다.

## 출연

### 주연
- 야쉬
- 스르니디 쉐티

### 조연
- 아낸트 나그
- 타만나 바티아

## 제작진
- 미술: 쉬바쿠마